# إميت هايز
إميت هايز هو عضو مجموعة ضغط وسياسي أمريكي، ولد في 11 فبراير 1951 في بروكتون في الولايات المتحدة. نشط حزبياً في الحزب الديمقراطي. وقد انتخب عضو مجلس نواب ماساتشوستس ‏.